# Hanneliese Spitz
Hanneliese Spitz (24 de noviembre de 1941) es una deportista austríaca que compitió en piragüismo en la modalidad de aguas tranquilas. Ganó una medalla de bronce en el Campeonato Mundial de Piragüismo de 1963, y una medalla de bronce en el Campeonato Europeo de Piragüismo de 1963.
Participó en los Juegos Olímpicos de Tokio 1964, donde finalizó sexta en la prueba de K1 500 m.

## Palmarés internacional
| Campeonato Mundial | Campeonato Mundial | Campeonato Mundial | Campeonato Mundial |
| Año                | Lugar              | Medalla            | Evento             |
| ------------------ | ------------------ | ------------------ | ------------------ |
| 1963               | Jajce (Yugoslavia) | Medalla de bronce  | K1 500 m           |
| Campeonato Europeo |                    |                    |                    |
| Año                | Lugar              | Medalla            | Evento             |
| 1963               | Jajce (Yugoslavia) | Medalla de bronce  | K1 500 m           |